# XM360

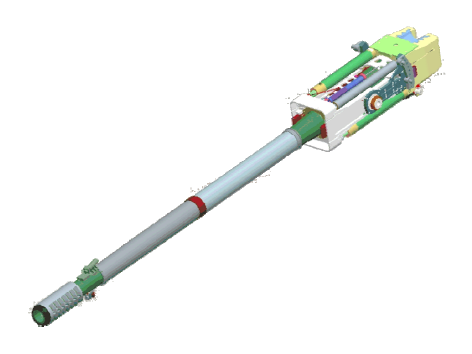
XM360

Die XM360 ist eine US-amerikanische Glattrohrkanone, welche sich zwischen 2002 und 2009 in Entwicklung befand. Sie sollte dem Mounted Combat System des Future Combat Systems eine hohe Feuerkraft verleihen, vergleichbar mit einem modernen Kampfpanzer, aber auf Basis einer nur 20 Tonnen schweren Plattform.

## Entwicklung

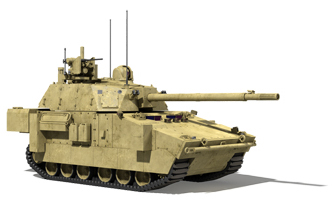
XM1202 Mounted Combat System

Als das Future Combat Systems definiert wurde, und mit dem XM1202 Mounted Combat System ein System zur direkten Feuerunterstützung für notwendig erachtet wurde, stand die Frage nach der Bewaffnung des Fahrzeugs im Raum. Nach einer Reihe von Untersuchungen entschied sich General Dynamics Land Systems das Mounted Combat System (MCS) mit einer 120-mm-Glattrohrkanone mit der Bezeichnung XM360 auszurüsten. Die Entwicklung startete im Oktober 2002 als Gemeinschaftsarbeit zwischen dem US Army Project Manager for Maneuver Ammunition Systems (PM MAS), dem US Army Armament Research Development and Engineering Center (ARDEC) und General Dynamics Land Systems (GDLS). General Dynamics Land Systems und die ARDEC Benet Laboratories starteten eine gemeinschaftliche Initiative namens Vehicle Dynamic Response Demonstrator (VDRD). In dieser wurden die Entwicklungsschritte Design und Demonstration zeitlich fixiert und die Anforderungen festgelegt, welchen die Waffe genügen musste.
Im Dezember 2003 begannen am Aberdeen Proving Ground die ersten Schussversuche, welche von einem Advanced Technology Demonstrator (ATD) gefolgt wurden. Der ATD sollte die Entwicklungsziele der Waffenanlage für direktes und indirektes Feuer, die Feuerleitung, den Ladeautomat und die Munitionstechnologie demonstrieren. Im November 2004 wurden am Aberdeen Proving Ground mit dem 120 mm XM360 ATD Schussversuche durchgeführt. Diese zogen sich bis zur Einstellung des Future-Combat-Systems-Programms, und damit auch des XM360-Programms bis ins Jahr 2009 hin. Zuletzt wurde der Turm samt Ladeautomat und Waffenanlage erprobt.

## Technik

### Waffenanlage
Das Design der Waffenanlage wurde großteils von den Erfahrungen getragen, welche die Benet Laboratories mit der 105-mm-Zugrohrkanone XM35 und der Entwicklung der 120/140-mm-Glattrohrkanone XM291 Advanced Tank Cannon sammeln konnten. Die Waffe wurde auf extremen Leichtbau ausgelegt, um die Feuerkraft eines 60-Tonnen-Kampfpanzers auf eine 20-Tonnen-Plattform montieren zu können. Der Verschluss der Waffe ist ein Kompromiss auf dem Fallblockverschluss der Rheinmetall 120 mm L/44 Glattrohrkanone und dem Schraubenverschluss der XM291. Die XM360 ist mit einem Fallblockverschluss konstruiert, der jedoch mehrere vertikale Nuten und Rillen aufweist, um eine bessere Krafteinleitung in die Rohraufnahme zu gewährleisten. Als Besonderheit ist der Verschluss elektrisch angetrieben (600 Volt Gleichstrom), mit einer manuellen Notbedienung. Die zwei Rückstoßdämpfer sind wie bei der XM35/XM291 kompakt an der Waffenanlage angeordnet und parallel dazu, auf der gegenüberliegenden Seite des Rohres, sind zwei gasgetriebene Rohrvorholer angebracht. Der Rohrrücklauf beträgt 25 Zoll (635 mm). Durch die effektive Mündungsbremse wird die maximale Rückstoßkraft auf etwa 378 kN begrenzt.
Das Rohr ist wie bei der XM291 aus einem Kompositwerkstoff gefertigt. Dazu wird auf das hochfeste Stahlrohr, welches in Form geschmiedet wurde, kohlenstofffaserverstärkter Kunststoff gewickelt. Die innersten und äußersten Schichten bestehen aus je zwei ±45° Schichten S2-Glas, um Korrosion und Beschädigungen vorzubeugen. Die dazwischen liegenden Schichten bestehen aus IM7 Kohlenstofffasern und werden quer zur Längsachse der Rohres maschinell auf dieses gewickelt. Dazu werden Prepregs verwendet, welche durch eine Heißgasflamme erwärmt, und dann unter Spannung auf das Rohr gewickelt und mit einer Walze fixiert werden. Als Matrixmaterial kommt der Thermoplast Polyetheretherketon (PEEK) zum Einsatz, da so auf eine teure Aushärtung des Bauteils im Autoklaven verzichtet werden kann. Das Gewicht des Waffenrohres kann so von 889 kg eines reinen Stahlrohres auf 796 kg (minus 93 kg) reduziert werden. Durch die Schlitzmündungsbremse ist das Rohr mit 5460 mm trotz gleicher Kaliberlänge von 44 etwas länger als die Rheinmetall-Kanone. Da das XM1202 einen unbemannten Turm verwenden sollte, ist das Waffenrohr nicht mit einem Rauchabsauger ausgestattet. Die Rohrschutzhülle ist zweiteilig und eckig, was die Radar- und Infrarotsignatur senken soll. Der hintere Teil ist dabei an der Blende fixiert.
Durch diese Maßnahmen konnte das Gewicht der XM360-Waffenanlage drastisch auf nur 1865 kg reduziert werden. Zum Vergleich: Die 120-mm-Glattrohrkanone von Rheinmetall mit gleichfalls 44 Kaliberlängen wiegt 3780 Kilogramm. Für den M1 Abrams war noch eine Version namens XM360E1 im Gespräch. Diese Version sollte einen reduzierten Rücklauf, keine Mündungsbremse und eine neue Blende für das Koaxial-MG erhalten, und für den manuellen Betrieb ausgelegt sein. Im Gegenzug sollten höhere Impulse und Kammerdrücke sowie weniger Sensoren vorhanden sein.

### Ladeautomat

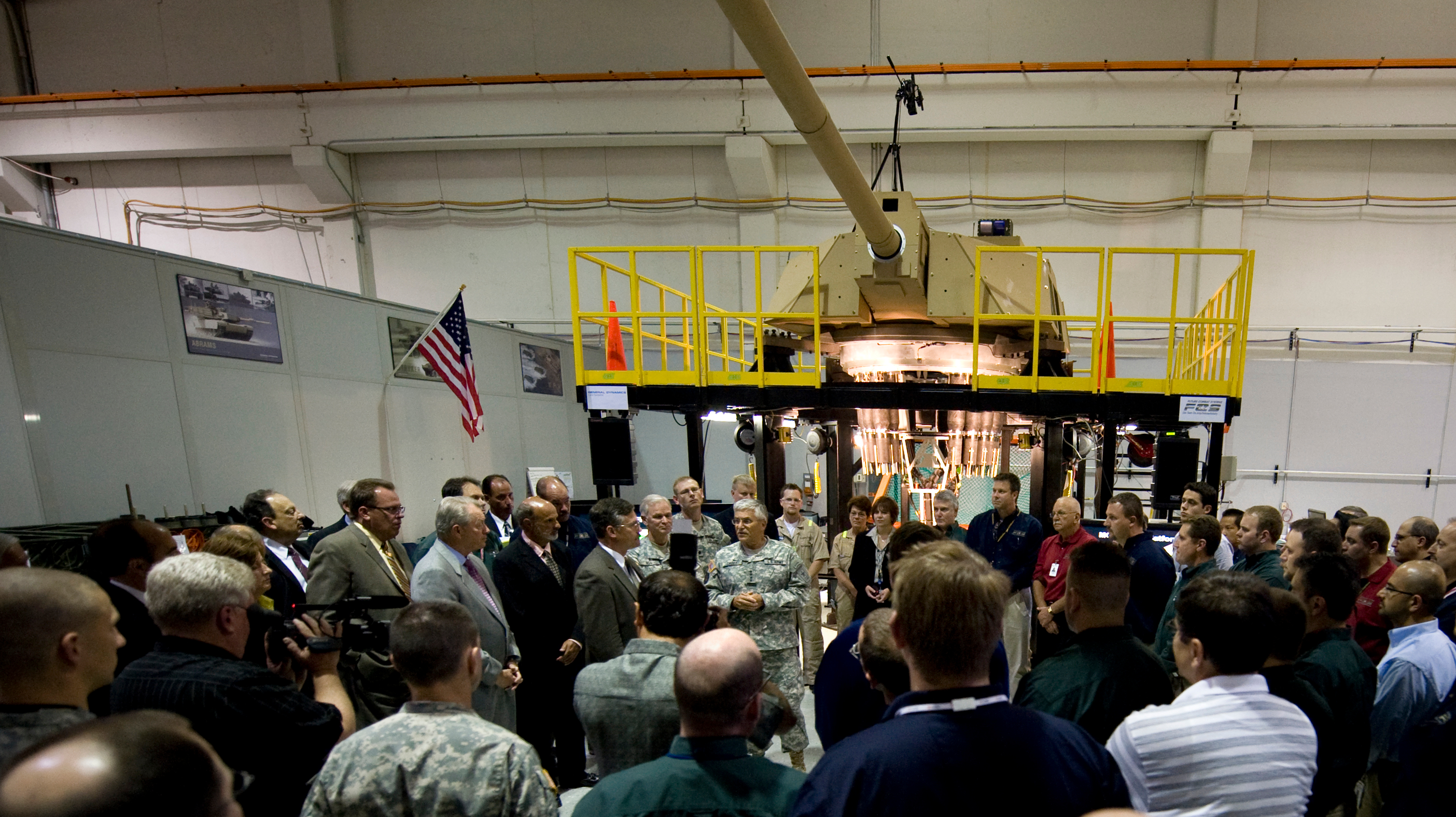
Vorführung des Turmdemonstrators im Juni 2008

Obwohl nicht explizit erwähnt geht aus Bildern hervor, dass der Ladeautomat des XM1202 MCS von Tank Test Bed (TTB) übernommen wurde. Das Gesamtsystem wurde 2009 erprobt. Dabei sind die Granaten vertikal mit dem Kopf nach unten in einem Karussell im Turmkorb untergebracht (engl. Turret Basket Magazine, TBM). Im Heck des Turmes befindet sich das elektrohydraulische Transferstück (engl. Turret Transfer Unit, TTU). Dieses kippt zum Laden nach vorne in den Turmkorb in die Vertikale, und streckt durch zwei Hydraulikarme einen Greifer nach unten. Dieser greift die gewünschte Munition am Heck und zieht diese auf die Ladeschale. Das Transferstück klappt nun zurück in die Horizontale. Nun fahren die Hydraulikarme erneut nach vorne, um die Patrone anzusetzen. Anschließend ziehen sich diese wieder zurück, um Raum für den Rohrrücklauf zu schaffen. Fällt der Schuss, wird der Hülsenstummel vom Transferstück aufgefangen und über das Turmheck ausgeworfen. Der Autolader kann mehrere Funktionen wahrnehmen:
- Munitionsauswahl über das Karussell und Laden der Waffenanlage mit 12 Schuss pro Minute.
- Automatischer Hülsenauswurf über das Turmheck
- Herausziehen von Fehlzündern aus der Waffe und Auswurf über das Turmheck
- Umschichtung der Geschosse im Karussell
- Herausziehen von Patronen aus der Waffe und Rückführung in das Karussell oder Auswurf über Turmheck
- Aufmunitionierung des Karussells mit 6 bis 8 Schuss pro Minute über das Turmheck

Die Größe des Karussells wird beim MCS mit 27 Schuss angegeben, beim TTB konnten 44 Patronen mitgeführt werden. Allerdings ist auf Bildern des MCS-Turmes erkennbar, dass ebenfalls Raum für etwa 40 Geschosse vorhanden war.

### Munition
Mit Beginn der Entwicklung des XM1202 Mounted Combat System wurden drei Munitionsarten postuliert, welche durch seine XM360 120-mm-Glattrohrkanone verschossen werden sollten: Das Advanced Kinetic Energy (AKE) Geschoss, die Advanced Multi-Purpose (AMP) Munition und die Mid-Range Munition (MRM). Während das Future Combat Systems Programm inzwischen eingestellt wurde, werden die Munitionsarten weiter zur Serienreife entwickelt:
- Advanced Kinetic Energy (AKE): Das APFSDS-Geschoss wird unter der Bezeichnung M829E4 entwickelt, die Einsatzreife wird für 2014 erwartet.
- Advanced Multi-Purpose (AMP): Mehrzweckgranate, welche M908 (Obstacle Reduction), M830 (HEAT), M830A1 (MPAT) und M1028 (Canister) durch einen Granattyp ersetzen soll.[7] Die Einsatzreife wird für 2014 erwartet.[8]
- Mid-Range Munition (MRM): Selbstzielsuchendes Geschoss für indirektes Feuer in bis zu 12 km Entfernung. Wird voraussichtlich 2013 einsatzreif sein.